# Angel's Knock
Angel's Knock è un album in studio del girl group sudcoreano AOA, pubblicato il 2 gennaio 2017.

## Tracce
1. Excuse Me – 3:45
2. Bing Bing (빙빙?) – 3:11
3. Three Out – 2:59
4. Feeling (느낌이 오니?) – 3:23
5. Can't Sleep (불면증?) – 3:20
6. Lily (featuring Rowoon) – 4:06
7. Melting Love – 3:26
8. Help Me (너 때문에) (Korean version) – 3:45
9. Oh Boy (Korean version) – 3:31
10. With Elvis – 3:35

## Formazione
- Park Choa
- Shin Jimin
- Seo Yuna
- Shin Hyejeong
- Kwon Mina
- Kim Seolhyun
- Kim Chanmi

## Classifiche
| Classifica (2017) | Posizione massima |
| ----------------- | ----------------- |
| Corea del Sud     | 3                 |